# Schackrutor (bakverk)

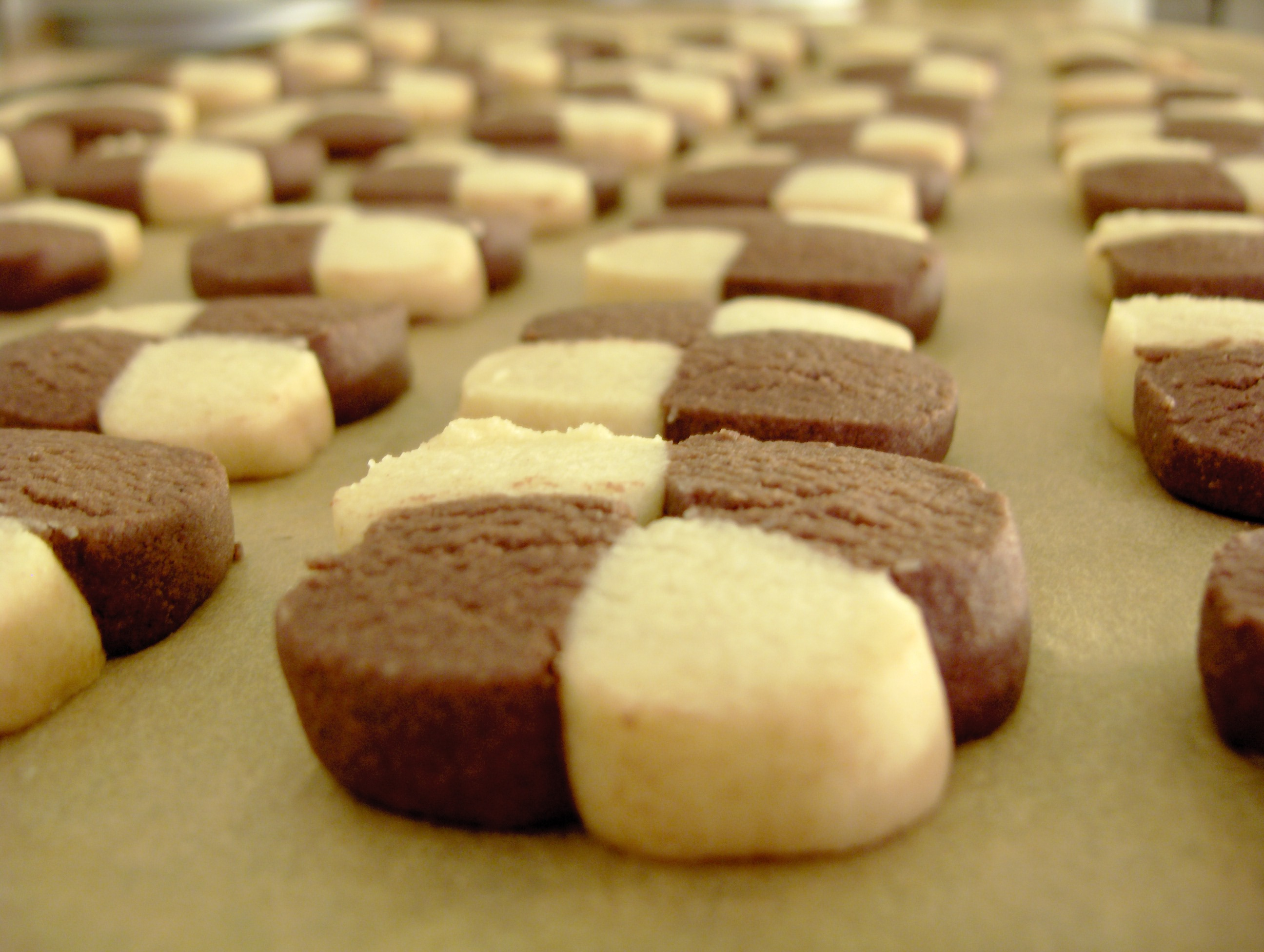
Schackrutor.

Schackrutor är en sorts småkakor med schackmönster. En klassisk mördeg delas i två delar, och den ena smaksätts med kakao. Dessa två deghalvor delas sedan ytterligare i två och rullas till längder. Dessa läggs sedan samman så att de liknar en del av ett schackbräde när den skivas för att gräddas. 
Detta är en vanlig småkaka på ett traditionellt kakfat med sju sorters kakor.